# Arhesiro
Genre
Arhesiro est un genre d'opilions cyphophthalmes de la famille des Sironidae.

## Distribution
Les espèces de ce genre sont endémiques des États-Unis. Elles se rencontrent en Oregon et en Californie.

## Liste des espèces
Selon World Catalogue of Opiliones (24/03/2023) :
- Arhesiro clousi (Giribet & Shear, 2010)
- Arhesiro sonoma (Shear, 1980)

## Systématique et taxinomie
Ce genre a été décrit par Karaman en 2022 dans les Sironidae.

## Publication originale
- Karaman, 2022 : « North American sironids (Opiliones, Cyphophthalmi) and composition of the family Sironidae with a description of two new species. » Biologia Serbica, vol. 44, no 2, p. 33–59 (texte intégral).